# Унтерхахинг
Унтерхахинг (њем. Unterhaching) општина је у немачкој савезној држави Баварска. Једно је од 29 општинских средишта округа Минхен. Према процени из 2010. у општини је живело 22.098 становника. Поседује регионалну шифру (AGS) 9184148.

## Географски и демографски подаци
Унтерхахинг се налази у савезној држави Баварска у округу Минхен. Општина се налази на надморској висини од 556 метара. Површина општине износи 10,1 km². У самом месту је, према процени из 2010. године, живело 22.098 становника. Просечна густина становништва износи 2.192 становника/km².

## Међународна сарадња
| Мјесто      | Држава               | Врста сарадње | Од    |
| ----------- | -------------------- | ------------- | ----- |
| Живјец      | Пољска               | партнерство   | 1995. |
| Витни       | Уједињено Краљевство | партнерство   | 1990. |
|             | Француска            | партнерство   | 1978. |
| Адехе       | Шпанија              | пријатељство  | 1990. |
| Бишофсхофен | Аустрија             | партнерство   | 1979. |
| Извор       |                      |               |       |